# Wydawnictwo Salezjańskie
Wydawnictwo Salezjańskie – katolickie wydawnictwo założone przez salezjanów. Jego siedziba znajduje się w Warszawie przy ul. Kawęczyńskiej 53.

## Historia
Pierwsze wydawnictwo salezjańskie powstało we Włoszech. Polską gałąź utworzono w 1897 roku przy Domu Generalnym Zgromadzenia Salezjańskiego w Turynie, a pierwszą publikacją było pismo „Wiadomości Salezjańskie”, kolportowane później na ziemie polskie. Wkrótce po przybyciu salezjanów do Polski wydawnictwo otrzymało siedzibę w pierwszym domu salezjańskim w Oświęcimiu, gdzie rozszerzyło działalność o wydawanie książek oraz serię broszurek „Biblioteczka Teatralna”. Już w roku 1905 wydano „System wychowawczy” autorstwa księdza Bosko.
Po odzyskaniu niepodległości w roku 1921 przy Szkole Rzemiosł w Warszawie planowano otwarcie Domu Książki. Do realizacji zamierzenia nie doszło, za to w roku 1923 uruchomiono w tejże szkole oddział drukarsko-introligatorski (przeniesiony wkrótce na ulicę Siemca). Jednocześnie w Szkole Graficznej otwarte zostało szybko rozwijające się wydawnictwo, którego nakładem ukazywały się: czasopisma „Pokłosie Salezjańskie” i „Młodzież Misyjna”, seria małych broszurek „Kłosy z Bożej roli”, powieści misyjne, biografie świętych oraz utwory muzyczne księdza Antoniego Chlondowskiego – salezjanina, kompozytora, brata Augusta Hlonda, późniejszego prymasa Polski.
W takim kształcie Wydawnictwo Salezjańskie przetrwało do wybuchu II wojny światowej w 1939 r. podczas której został zniszczony budynek drukarni i szkoły.
Po wojnie szybko odbudowano budynki i wznowiono działalność. Ukazywało się „Pokłosie Salezjańskie”, wyszło również kilka pozycji książkowych. W czerwcu 1949 r. władze zabroniły wydawania „Pokłosia Salezjańskiego”, a w 1951 r. państwo komunistyczne przejęło Szkołę Graficzną i drukarnię oraz zamknęło działalność Wydawnictwa Salezjańskiego.
Przerwa trwała do 1976 r. Po wielu staraniach Minister Kultury i Sztuki zezwolił Salezjańskiej Inspektorii (Prowincji) św. Stanisława Kostki na prowadzenie działalności wydawniczej, reaktywując Wydawnictwo Salezjańskie. Od 11 października 1976 r. do maja 1986 r. Wydawnictwo Salezjańskie prowadziło swą działalność w Łodzi. W dniu 1 maja 1986 roku Wydawnictwo Salezjańskie zostało przeniesione do Warszawy na ulicę Kawęczyńską.

## Publikacje Wydawnictwa
Wydawnictwo publikuje książki głównie z zakresu nurtu chrześcijańskiego. Są to:
- literatura piękna
- biografie świętych i błogosławionych
- modlitewniki
- literatura dziecięca i młodzieżowa
- poradniki dla rodziców o wychowaniu
- pomoce katechetyczne

## Autorzy
Wydawnictwo od szeregu lat współpracuje z różnymi wydawnictwami zagranicznymi, przede wszystkim z macierzystym Wydawnictwem Salezjańskim Elle Di Ci we Włoszech, z Don Bosco Verlag w Monachium (Niemcy), Herder Verlag Freiburg (Niemcy) oraz z Lion Publishing w Anglii. 
Wśród wydawanych autorów są m.in.:
- św. Jan Bosko (Sny Księdza Bosko, Wskazania duchowe. Antologia, Wspomnienia Oratorium)
- Bruno Ferrero (365 krótkich opowiadań dla ducha, Opowiadania bożonarodzeniowe i adwentowe, Anioł Stróż. Opowiadania dla dzieci, Eucharystia opowiadana dzieciom)
- Teresio Bosco (Spełniony sen, Dominik Savio. Portret z bliska, Święty Dominik Savio)
- Phil Bosmans (Słoneczne promyki)
- Tadeusz Furdyna SDB (Ojcze nasz)
- Wojciech Kułak SDB (Syn. Rozważania drogi krzyżowej, Moc w dramacie się doskonali. Rozważanie drogi krzyżowej w czasie epidemii koronawirusa)
- Karol Domagała SDB (Nastolatkowie. Jak wychować i nie zwariować?)
- Giuseppe Buccellato (Z dwóch ziaren wyrastają cztery kłosy. Mała antologia nauczania św. Jana Bosko o modlitwie)
- ks. Franciszek Blachnicki (Teologia pastoralna ogólna, Pedagogia ministrancka)
- ks. Roman Murawski (Historia katechezy)
- ks. Bogdan Piwowarczyk (Po co żyjesz? Nadzieja, Miłość i Wiara – drogą do pełni życia)
- Katarzyna Straburzyńska (Dotyk Miłości)
- Ulrich Filler (Twój Kościół to szczyt wszystkiego! Fakty – argumenty – opinie)